# Блэкфрайарс (железнодорожный мост)
Блэкфрайарс (англ. Blackfriars) ― железнодорожный мост, пересекающий реку Темзу в Лондоне, между мостом Блэкфрайарс и мостом Миллениум.

## Первый мост
Существовало два сооружения с таким названием. Первый мост был открыт в 1864 году и был спроектирован Джозефом Кьюбиттом для железной дороги Лондон, Чатем и Дувр. Массивные опоры на каждом конце несли эмблему железной дороги, сохраненную и отреставрированную на южной стороне. После образования Южной железной дороги в 1924 году междугородние и континентальные перевозки были сосредоточены на Ватерлоо, а вокзал Святого Павла стал местной и пригородной остановкой. По этой причине использование первоначального моста постепенно сокращалось. В конце концов, он стал слишком слабым, чтобы поддерживать современные поезда, и поэтому был демонтирован в 1985 году — все, что осталось, это ряд колонн, пересекающих Темзу, и южная опора, которая относится ко второму классу сооружений.

## Второй мост
Второй мост, построенный немного ниже по течению (к востоку), первоначально назывался Железнодорожный мост Святого Павла и был открыт в 1886 году. Он был спроектирован Джоном Вульфом Барри и Генри Марком Брюнелем и изготовлен из кованого железа. Он был построен Лукасом и Эйрдом. Когда в 1937 году железнодорожная станция Сент-Пол сменила свое название на Блэкфрайарс, название моста также было изменено. На южном конце моста находилась железнодорожная станция Блэкфрайарс-Бридж, которая открылась в 1864 году, а затем закрылась для пассажиров в 1885 году после открытия того, что сегодня является главным вокзалом Блэкфрайарс. Железнодорожная станция Блэкфрайарс-Бридж оставалась товарной остановкой до 1964 года, когда она была полностью снесена, и большая ее часть была перестроена под офисы.
В рамках программы Thameslink платформы на станции Блэкфрайарс были перенесены через Темзу и частично поддержаны опорами моста 1864 года постройки. Проект был разработан Уиллом Олсопом и построен Бальфуром Битти. Работы также включали установку крыши, покрытой фотоэлектрическими солнечными панелями. Это самый большой из трех солнечных мостов в мире (другие — мост Кеннеди в Бонне (Германия) и мост Курилпа (Австралия). Другие экологичные улучшения включали солнечные трубы и системы сбора дождевой воды.